# Etnias judaicas
Etnias judaicas é o conjunto de ramificações da comunidade judaica, considerando-se a cultura e os países onde foram radicados. Devido aos fatores de tempo, local, miscigenação e interpretação religiosa e filosófica, geralmente cada comunidade possui tradições diferentes e uma única Torá de um grupo para outro.
Desde os tempos bíblicos, diferenças culturais e linguísticas entre as comunidades judaicas, mesmo dentro da área do antigo Israel e da Judéia, são observadas tanto na Bíblia quanto em vestígios arqueológicos. Na história humana mais recente, uma série de comunidades judaicas foram estabelecidas por colonos judeus em vários lugares ao redor do Velho Mundo, muitas vezes a grandes distâncias umas das outras, resultando em isolamento significativo e muitas vezes de longo prazo. Durante os milênios da diáspora judaica, as comunidades se desenvolveriam sob a influência de seus ambientes locais; político, cultural, natural e demográfico. Hoje, a manifestação dessas diferenças entre os judeus pode ser observada nas expressões culturais judaicas de cada comunidade, incluindo a diversidade linguística judaica, preferências culinárias, práticas litúrgicas, interpretações religiosas e graus e fontes de mistura genética.

## Principais etnias judaicas
- Asquenazi - Judeus da Europa Central e Oriental
  - Judeus da Alsácia
  - Yekke - Judeus alemães
  - Litvik - Judeus da Lituânia
  - Galitzer - Judeus da Galícia (sul da Polônia e Oeste da Ucrânia - não confundir com Galiza)
  - Judeus russos
  - Judeus de Udmúrtia e Tartaristão (relógio a divisão geográfica dos judeus na Europa).
  - Krimchak - Judeus tártaros da Crimeia
- Shuaditas - Judeus da Provença
- Zafarnita - Judeus franceses
- Italkim - Judeus italianos
  - Judeus de San Nicandro Manduzio
- Sefaradi- Judeus Ibéricos
  - Judeus da nação portuguesa (Sefardi Ocidental)
  - Judeus Marroquinos
    - Hebraicos da Amazônia

  - Chueta - Ilhas Baleares
  - Judeu-Espanhol (Sefardi Oriental)
  - Marrano
- Romaniotes - Judeus Gregos
- Qartveli Ebrael (Gruzinim) - Georgia
- Juhurim  - Georgia
- Judeus Mizrahi
  - Judeus curdos
  - Judeus iemenitas
  - Judeus libaneses
  - Judeus sírios
  - Parsim - Judeus do Irã
  - Judeus Baghdadi
  - Judeus Cirenaicos (Líbia)
  - Judeus egípcios
  - Judeus de Djerba (Tunísia)
- Judeus de Índia
  - Bene Ephraim
  - Bene Israel
  - Bnei Menashe
  - Judeus de Cochim
  - Knanya
- Judeus Africanos
  - Beta Israel ou Falashas
  - Qemant - Etiópia
  - Abayudaya - Uganda
  - Bnai Efraim - Nigéria
  - Judeus de Tombuctu - Mali
- Judeus Bukharan
- Judeus Chineses
- Judeus Indígenas
  - Judeus indígenas de Venta Prieta - México
  - Judeus Incas - Peru e Equador

- Judeus Caraítas (Seguidores das Escrituras) surgido durante o domínio árabe no século VIII, tendo como base apenas a Torah e a Tanach ( A Biblia Hebraica).